# Vrgorac vára
Vrgorac vára (horvátul: Tvrđava Vrgorac) egy középkori vár romja Horvátországban, a Split-Dalmácia megyei Vrgorac város területén.

## Fekvése
A vár Vrgorac felett északra a Motokita-hegyen, stratégiai fontosságú helyen található. Vrgorac legmagasabban fekvő városnegyede és a város védelmi rendszerének része, az Avala torony folytatásában áll. A várba való bejutás csak a tornyon keresztül lehetséges, mely gyakorlatilag bevehetetlenné teszi. A vár hosszú évszázadokig Vrgorje térségének központi erődítménye volt.

## Története
A vár története a török előtti időkre nyúlik vissza. Szorosan kapcsolódik az alatta fekvő város történetéhez, melyet a várról neveztek el. A Vrgorac név ugyanis a „Grad Vrh Gore” elnevezésre megy vissza, mely később „Vrh Gorac” alakra módosult. 1444-ben „Vergolaz” alakban Stjepan Kosača herceg oklevelében említik először. A régi metszetek szerint egykor magát Vrgoracot is pártázatos, lőréses, négyszögletes tornyokkal megerősített erődfalak vették körül. A horvát méltóságok kezén Vrgorac középkori várának is jelentős védelmi szerepe volt. 
A török a 15. század második felében, 1477-ben foglalta el. Ezt kétszáz éves török uralom követte, akik a várat jelentősen bővítették. Ellentétben a többi délhorvát régióval számos megőrzött épület maradt abból az időből. A vár közelében építették fel az Avala-tornyot, azzal a céllal, hogy védje a vár bejáratát. A vár környezetében két és háromszintes tornyok övezetét alakították ki, melyek közül az egyik a vár alatti településen áll. Vrgorac a török uralom idején náhije székhelye volt, mely a Makarskai, majd az Imotski kádilukhoz tartozott. 
A vár és a város az 1685 óta tartó több felszabadítási kísérlet után végül 1690-ben szabadult fel a török uralom alól. Ezután építették meg a velenceiek az erőd belső részén található Szent Antal kápolnát. Kedvező fekvése miatt jelentős támaszpontja volt a velenceieknek a környező területek felszabadítására. A török veszély megszűntével és különösen Bosznia és Hercegovina 1878-as osztrák-magyar megszállásával elveszítette jelentőségét és elhagyták.

## A vár mai állapota
A vár három részből áll: a várkapu az őrházzal, belsővár a katonai személyzet szállásával és a Szent Antal-templommal, valamint az északi részen emelkedő nagy torony, amely egyben a vár legrégebbi része. Az erődtől mintegy száz méterre északkeletre áll a magas, kerek Avala-torony, amelynek tömege védi az erőd bejáratát és keleti falait. Az erőd látható maradványai a 15. és a 19. század között épültek.

## Fordítás
- Ez a szócikk részben vagy egészben  a   Gradina (Vrgovac) című horvát Wikipédia-szócikk ezen változatának fordításán alapul.  Az eredeti cikk szerkesztőit annak laptörténete sorolja fel. Ez a jelzés csupán a megfogalmazás eredetét és a szerzői jogokat jelzi, nem szolgál a cikkben szereplő információk forrásmegjelöléseként.